# 武力攻撃事態及び存立危機事態における捕虜等の取扱いに関する法律
武力攻撃事態及び存立危機事態における捕虜等の取扱いに関する法律（ぶりょくこうげきじたいおよびそんりつききじたいにおけるほりょとうのとりあつかいにかんするほうりつ、平成16年6月18日法律第117号）は、武力攻撃事態および存立危機事態における捕虜等の拘束、抑留その他の取扱いに関し必要な事項を定めることにより、武力攻撃を排除するために必要な自衛隊の行動が円滑かつ効果的に実施されるようにするとともに、武力攻撃事態において捕虜の待遇に関する1949年8月12日のジュネーヴ条約その他の捕虜等の取扱いに係る国際人道法の的確な実施を確保することに関する日本の法律である。通称、捕虜取扱い法。
主務官庁は防衛省統合幕僚監部人事教育課で、有事の際は隷下に捕虜資格認定等審査会を設置して執行にあたる。

## 構成
- 第一章　総則（第1条―第3条）
- 第二章　拘束及び抑留資格認定の手続
  - 第一節　拘束（第4条―第7条）
  - 第二節　指定部隊長による確認（第8条・第9条）
  - 第三節　抑留資格認定（第10条―第21条）
  - 第四節　他の法令による手続との関係等（第22条・第23条）
- 第三章　捕虜収容所における抑留及び処遇
  - 第一節　通則（第24条―第26条）
  - 第二節　収容の開始（第27条・第28条）
  - 第三節　保健衛生及び医療（第29条―第39条）
  - 第四節　宗教（第40条―第42条）
  - 第五節　規律及び秩序の維持
    - 第一款　通則（第43条・第44条）
    - 第二款　制止等の措置等（第45条―第47条）
    - 第三款　懲戒（第48条―第55条）

  - 第六節　捕虜代表及び捕虜代表補助者（第56条・第57条）
  - 第七節　被収容者の処遇（第58条―第63条）
  - 第八節　捕虜の業務（第64条―第72条）
  - 第九節　捕虜等抑留給付金（第73条―第79条）
  - 第十節　外部との交通
    - 第一款　面会（第80条―第82条）
    - 第二款　信書及び電信等の発受（第83条―第89条）

  - 第十一節　苦情（第90条―第92条）
- 第四章　審査請求
  - 第一節　捕虜資格認定等審査会の組織（第93条―第105条）
  - 第二節　資格認定審査請求の手続（第106条―第124条）
  - 第三節　懲戒審査請求の手続（第125条―第133条）
  - 第四節　雑則（第134条・第135条）
- 第五章　抑留の終了
  - 第一節　通則（第136条）
  - 第二節　送還基準等（第137条―第142条）
  - 第三節　送還等の実施（第143条―第147条）
  - 第四節　雑則（第148条―第151条）
- 第六章　補則
  - 第一節　武器の使用（第152条）
  - 第二節　領置（第153条―第160条）
  - 第三節　逃走時の措置（第161条―第166条）
  - 第四節　捕虜等情報の取扱い（第167条）
  - 第五節　混成医療委員（第168条―第170条）
  - 第六節　死亡時の措置（第171条）
  - 第七節　施設に関する基準（第172条）
  - 第八節　特例規定等（第173条―第182条）
- 第七章　罰則（第183条）
- 附則